# ABC Audio
ABC Audio é uma rede de rádio dos Estados Unidos. Ela pertence a The Walt Disney Company, dona da American Broadcasting Company (ABC) com a sua distribuição via satélite sendo feita pela Skyview Networks. O seu lançamento foi em 1 de janeiro de 2015, como ABC Radio, antes da troca de nome em 2019.

## Origem da ABC Radio
A ABC Radio originou-se da divisão das redes NBC Red e NBC Blue (posteriormente Blue Network) como a ABC assumindo as operações com a saída da RCA em 1943 antes de adotar este nome 2 anos depois. A ABC Radio ficou conhecida por transmitir nacionalmente a informação do assassinato de John F. Kennedy. Kennedy foi baleado em uma carreta em Dallas, Texas às 18:30 UTC de 22 de novembro de 1963 e Don Gardiner da ABC Radio ancorou o boletim inicial da rede às 18:36:50 UTC, minutos antes de qualquer outra rede de rádio ou televisão seguiram o exemplo.
Entre as redes associadas com a ABC incluí a Watermark Inc. (que a ABC adquiriu em 1982), Satellite Music Network (um aquisição de 1989), ESPN Radio (lançada em 1992) e Radio Disney (estreada em 1996).
Apesar de um número de diferentes proprietários (Capital Cities Communications e posteriormente a Disney), a divisão de rádio continuou sob controle da ABC até 12 de junho de 2007 quando foi vendida para a Citadel Broadcasting como também as suas emissoras próprias (não incluído a Radio Disney e ESPN Radio nem suas afiliadas) em um esforço de reestruturação. A divisão de rádio manteve o nome ABC por cerca de dois anos, até Citadel ter renomado como Citadel Media. Então, em algum momento em setembro de 2011, Cumulus Media adquiriu a agora extinta Citadel Broadcasting e renomeou a divisão de radiodifusão como Cumulus Media Networks. Em 2013, a Cumulus Media Networks se fundiu com a Dial Global Radio Networks para formar a atual Westwood One.

## Retorno em 2015
Em 7 de agosto de 2014, a ABC anunciou que iria relançar a sua divisão de rede de rádio em 1 de janeiro de 2015: a alteração ocorreu após o anúncio de que Cumulus iria substituir seu serviço de rádio ABC News pela CNN. A ABC irá continuar a fazer programa jornalistica de rádio (pela ABC News Radio e o seu contraparte em FM ABC News Now) disponível através da rede, e também irá estender-se criar uma nova programação de rádio com base em outras propriedades das ABC, como o Good Morning America, Dancing With The Stars, e o Jimmy Kimmel Live. A Skyview Networks irá gerencias as vendas de publicidade e a distribuição por satélite.
Ao mesmo tempo, a The Walt Disney Company anunciou planos para descontinuar a transmissão terrestre de todos as estações da Radio Disney, com exceção de uma, que neste momento eram as únicas emissoras próprias, com a exceção das quatro emissoras próprias das afiliadas da ESPN Radio, que pertenciam a Disney, e elas serão vendidas como for possível (a empresa tem anunciadas desde então que a Rádio Disney continuará a ser exibida  em subcanais HD Radio em vários mercados). A rede conseguiu vender todas as estações, e como resultado, o a atual ABC Radio não tem nenhuma emissora própria, ao contrário de sua encarnação anterior.